# Supernova (televisieserie)
Supernova is een Britse komedieserie, geproduceerd door Hartswood Films voor zowel de BBC als het Australische UKTV. Het verhaal volgt Dr. Paul Hamilton (Rob Brydon), een Brits astronoom, die zijn saaie werk en gehate vriendin verlaat voor een nieuwe baan bij het Royal Australian Observatory, diep in de Australische Outback. De comedy draait om zijn aanpassingsproblemen en zijn excentrieke mede-astronomen. Het eerste seizoen werd in oktober 2005 uitgebracht in het Verenigd Koninkrijk en Australië, en bestond uit zes afleveringen van elk een half uur. Het tweede seizoen werd vanaf augustus 2006 uitgezonden in Engeland. In Nederland wordt de serie uitgezonden op Comedy Central. De theme song van de serie is I Can See for Miles van de Britse band The Who.
De buitenscènes zijn gefilmd in Broken Hill in het Australische New South Wales. Het observatorium zelf is - volgens het DVD-commentaar - een computeranimatie, en er werd enkel een gedeelte van de ingang op locatie geconstrueerd voor enkele scènes.

## Verhaal
Gedurende de serie worstelt Paul onder andere met zijn gevoelens voor zijn collega Dr. Rachel Mann (die verloofd is met een astronaut), de komst van zijn vriendin naar het observatorium, en een vlaag van fatalisme als hij een simulatie creëert van het uiteindelijke lot van het heelal.

## Cast en crew
- Harry Cripps - Schrijver
- Matt Lipsey - Regisseur
- Rob Brydon - Dr Paul Hamilton
- Hollie Andrew - Dr Jude Wardlaw
- Tim Draxl - Professor Mike French
- Damion Hunter - Bill
- Peter Kowitz - Max Talbot
- Kris McQuade - Professor Pip Cartwright
- Kat Stewart - Dr Rachel Mann

### Terugkerende personages
- Deborah Thomson - Ruth
- Morgan O'Neill - Chad

## Afleveringen

### Eerste seizoen
1. The Black Holes
2. God, Are You Out There?
3. When You Wish Upon A Star
4. Venus Rising
5. Unity
6. Where Men Are Men

### Tweede seizoen
1. Wild Oats
2. How's Your Father?
3. Big Red
4. Perseverance
5. Something Wicked This Way Comes
6. May The Best Man Win